# Karhulanjärvi
Karhulanjärvi är en sjö i kommunen Kouvola i landskapet Kymmenedalen i Finland. Sjön ligger 60 meter över havet. Arean är 1,24 kvadratkilometer och strandlinjen är 7 kilometer lång. Sjön  ingår i Kymmene älvs huvudavrinningsområde.   Den ligger omkring 48 km norr om Kotka och omkring 130 km nordöst om Helsingfors. 